# Peter Weidenhammer
Peter Weidenhammer (* um 1480; † um 1540) war ein deutscher Chemiker und Alchemist.

## Leben
Weidenhammer stammte aus der Franken und ließ sich in Schneeberg nieder.
Der auf Christian Meltzers 1684 erschienenen „Bergkläufftige Beschreibung Der Churfürstl. Sächß. freyen und im Meißnischen Ober-Ertz-Geburge löbl. Bergk-Stadt Schneebergk“ basierenden Legende nach hat Peter Weidenhammer um 1520 blaue Farbe im Erzgebirge hergestellt. Er soll sie nach Venedig verkauft haben, wo man sie zur Herstellung von blauen Glasperlen verwendet hat:
„Peter Weidenhammer / auch ein Franck / ist arm anhero gekommen / hat sich aber mit der Farbe / so er auß denen Wißmuth Graupen gemachet / und in vielen Centnern / jeden für 25 Rthlr. / nach Venedig verhandelt / also auffgekobert / daß er zu großen Mitteln kommen / und ein schönes Hauß am Marckte auffgebauet. Sein Nahme stehet in der grossen Kirchen / mit dieser Jahreszahl: 1520.“
Da die blaufärbende Wirkung des Kobaltoxides bei der Glasherstellung bereits in der 1. Hälfte des 15. Jahrhunderts in Venedig bekannt war, wies Albrecht Kirsche aus Dresden in seiner 2003 erschienenen Dissertation nach, dass Weidenhammer nicht der Erfinder des Safflors sein kann, wie in einiger Literatur kolportiert wird. Es ist vielmehr das Verdienst von Weidenhammer, dass er die Blaufarbenherstellung im Erzgebirge erstmals einführte. Christoph Schürer hingegen wandte erstmals die Blaufärbung bei der Glasproduktion in der Eulenhütte um 1540 an.